# Eastland (Teksas)
Eastland – miasto w Stanach Zjednoczonych, w stanie Teksas, w hrabstwie Eastland. W 2000 roku liczyło 3 769 mieszkańców.